# Bernd Heynemann

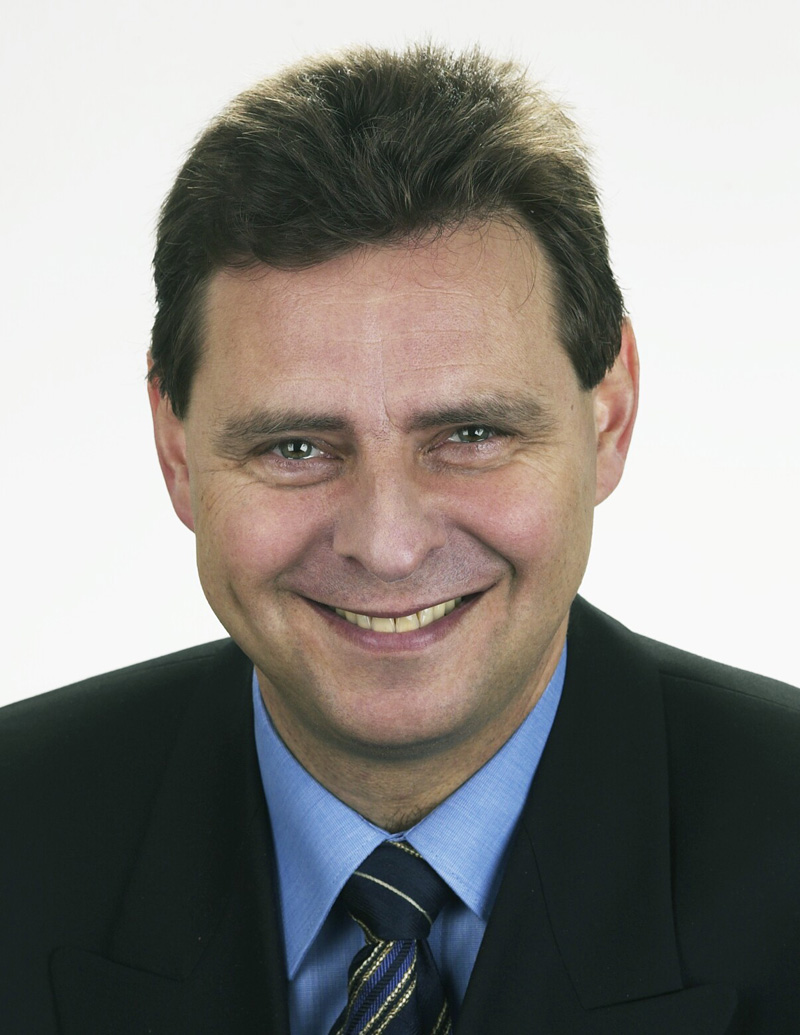
Bernd Heynemann

Bernd Reinhold Gerhard Heynemann (* 22. Januar 1954 in Magdeburg) ist ein deutscher Politiker (CDU) und ehemaliger Fußballschiedsrichter.

## Leben und Beruf
Nach dem Besuch der Polytechnischen Oberschule (POS) absolvierte Heynemann von 1970 bis 1973 eine Berufsausbildung mit Abitur zum EDV-Facharbeiter. Danach leistete er seinen Grundwehrdienst bei der NVA ab und begann 1975 ein Studium der Betriebswirtschaft in Magdeburg, welches er 1979 als Diplombetriebswirt beendete. Heynemann war dann im Rechenzentrum Magdeburg, zuletzt als Marketingleiter, tätig. 1992 wechselte er als Leiter der Abteilung Öffentlichkeitsarbeit zur AOK Magdeburg.
Bernd Heynemann ist verheiratet und hat zwei Kinder.

### Fußballschiedsrichter
Heynemann leitete von 1980 bis 1991 insgesamt 98 Partien der DDR-Oberliga und bis 2001 151 Bundesligaspiele. Von 1988 bis 1999 agierte er in 14 A-Länderspielen und 42 Europapokalspielen als Unparteiischer. Höhepunkte seiner Karriere waren die Teilnahme an der Fußball-Europameisterschaft 1996 und der Fußball-Weltmeisterschaft 1998, bei der er die Partien Kolumbien gegen Tunesien (1:0) und Italien gegen Norwegen (1:0) leitete. Seine Schiedsrichterkarriere musste er mit dem Erreichen der Altersgrenze von 47 Jahren beenden.
Sein Heimatverein ist der SV Fortuna Magdeburg. Seit April 2008 ist er auch Mitglied von Hertha BSC. Bis August 2010 wurde Heynemann auf nationaler (1. und 2. Fußball-Bundesliga) und internationaler Ebene (UEFA Champions League) als Schiedsrichterbeobachter eingesetzt.

### Politischer Werdegang
Vor der Wende war Heynemann SED-Mitglied. Er trat 1997 in die CDU ein und gehört seit 1999 dem Bundessportausschuss der CDU an. Seit 2004 ist er außerdem Mitglied des CDU-Landesvorstandes von Sachsen-Anhalt.
Heynemann gehört seit 1999 dem Stadtrat von Magdeburg an.
Von 2002 bis 2009 war er Mitglied des Deutschen Bundestages. Bernd Heynemann ist stets über die Landesliste Sachsen-Anhalt in den Bundestag eingezogen. Sein Heimatwahlkreis ist Magdeburg.
Für die Bundestagswahl 2009 wurde er überraschend nur auf Platz 9 der Landesliste gewählt. Er war Direktkandidat der CDU im Bundestagswahlkreis Magdeburg (Wahlkreis 70), verpasste jedoch mit 31,0 % der Erststimmen den Wiedereinzug ins Parlament.
Am 21. April 2015 rückte Heynemann für Kay Barthel in den Landtag von Sachsen-Anhalt nach. Er blieb Landtagsmitglied bis zum Ende der Legislaturperiode am 12. April 2016.

## Ehrungen
- 1998: Schiedsrichter des Jahres
- 2001: Ehrennadel des DFB
- 2001: Bundesverdienstkreuz am Bande

## Veröffentlichungen
- Bernd Heynemann, Wolfgang Borchert: Momente der Entscheidung – mein fußballverrücktes Leben. Mitteldeutscher Verlag, Halle (Saale) 2005, ISBN 3-89812-266-2